# Curt Kröcher
Curt Kröcher, nemški general in vojaški veterinar, * 20. november 1887, † 10. julij 1965.